# Adjido
Adjido est un arrondissement du département du Couffo au Bénin.

## Géographie
Adjido est une division administrative sous la juridiction de la commune de Toviklin,.

## Démographie
Selon le recensement de la population effectué par l'Institut National de la Statistique Bénin en 2013, Adjido compte 13335 habitants pour une population masculine de 6187 contre 7148 femmes pour un ménage de 2601.